# Ilyushin I-21
O Ilyushin I-21, (Istrebitel-21, caça-21), foi um avião de caça monomotor de assento único produzido na União Soviética entre 1936 e 1937 em resposta à especificação solicitada pelo governo.
Possuía uma asa baixa, monoplano do tipo cantiléver, com trem retrátil, cabine fechada e construído inteiramente em metal. As asas eram extremamente afuniladas com bordos de fuga retos, que introduziu o bordo de ataque enflechado. Um motor V-12 especialmente modificado, o Mikulin AM-34RNF, (também escrito AM-34FRN), refrigerado a líquido provia a força para uma transmissão que não reduzia sua rotação, mas era apenas utilizada para aumentar a linha de potência, e permitir o uso de trens de pouso menores.
O resfriamento para o motor do primeiro protótipo usava um sistema evaporativo, dispensando o uso de radiadores e os substituindo com condensadores construídos na superfície da seção central da asa. O segundo protótipo foi montado com um sistema convencional de resfriamento utilizando Etilenoglicol como líquido refrigerante e um radiador retrátil. Os testes de voo iniciaram mas logo mostraram que o sistema evaporativo era inadequado, pois superaquecia tanto o motor como a seção central da asa. A Ilyushin também estava ciente da vulnerabilidade do sistema em caso de danos de combate, mas foi solicitada a utilizar este sistema. Desenvolvimentos adicionais futuros foram cancelados em 1939 e a designação I-21 reutilizada para o Pashinin I-21.